# Maida Drndić
Maida Drndić (* 7. Februar 1999) ist eine ehemalige serbische Skilangläuferin und Biathletin. 

## Werdegang
Drndić startete als Skilangläuferin im Februar 2015 in Zlatibor erstmals im Balkan-Cup teil und belegte dabei die Plätze 12 und sieben über 5 km Freistil. In der Saison 2015/16 lief sie bei den Biathlon-Juniorenweltmeisterschaften 2016 in Cheile Grădiștei auf den 81. Platz im Sprint und auf den 80. Rang im Einzel und bei den Biathlon-Junioren-Europameisterschaften 2016 in Pokljuka auf den 74. Platz im Einzel und auf den 71. Rang im Sprint. Im folgenden Jahr kam sie bei den Biathlon-Europameisterschaften in Duszniki-Zdrój auf den 78. Platz im Einzel, auf den 74. Rang im Sprint und auf den 17. Platz mit der Single-Mixed-Staffel. In der Saison 2017/18 erreichte sie in Chanty-Mansijsk mit dem 36. Platz im Sprint ihre beste Einzelplatzierung im IBU-Cup und errang bei den Biathlon-Europameisterschaften 2018 in Ridnaun den 91. Platz im Sprint und den 21. Platz mit der Single-Mixed-Staffel. Im März 2018 wurde sie serbische Meisterin im Skilanglauf über 5 km Freistil und im Sprint.
In der Saison 2018/19 errang Drndić mit zwei zweiten Plätzen, den zehnten Gesamtrang im Balkan-Cup und bei den nordischen Skiweltmeisterschaften 2019 in Seefeld in Tirol den 79. Platz im Sprint. In der folgenden Saison startete sie in Planica erstmals im Skilanglauf-Weltcup und kam dabei auf den 59. Platz im Sprint und auf den 24. Rang im Teamsprint. Zudem wurde sie im Balkan-Cup zweimal Dritte und einmal Zweite und errang damit den zweiten Platz in der Gesamtwertung. In der folgenden Saison belegte sie bei den nordischen Skiweltmeisterschaften 2021 in Oberstdorf den 78. Platz im Sprint, den 74. Rang über 10 km Freistil sowie den 21. Platz zusammen mit Anja Ilić im Teamsprint und erreichte in Dresden mit dem 44. Platz im Sprint ihre beste Platzierung im Weltcupeinzel. In der Saison 2021/22 startete sie in Davos letztmals im Weltcup, wobei sie den 82. Platz im Sprint errang und im Zlatibor letztmals im Balkan-Cup.